# Charlie Musselwhite
Charlie Musselwhite (Kosciusko, 31 gennaio 1944) è un musicista, armonicista blues statunitense.

## Biografia
Nato nel Mississippi, si trasferì con la famiglia a Memphis nel Tennessee, dove fece le scuole superiori ed iniziò a suonare l'armonica. Musselwhite, dopo aver sentito che a Chicago pagavano di più, migrò a nord alla ricerca del mitico $3.00-an-hour job ("lavoro da tre dollari all'ora", lo stesso che aveva messo molti neri sulla stessa strada), e divenne un abituale frequentatore dei locali blues come Pepper's, Turner's, e Theresa's, recandovisi saltuariamente, come facevano anche Little Walter, Shakey Horton, Good Rockin' Charles, Carey Bell, Big John Wrencher, e Sonny Boy Williamson. Prima di incidere il suo primo album, Musselwhite apparve in LP di Tracy Nelson e John P. Hammond e duettò (come "Memphis Charlie") con Shakey Horton.
Quando il suo LP debuttò, divenne uno dei dischi più ascoltati nelle radio underground di San Francisco. Musselwhite suonò al Fillmore Auditorium e non ritornò mai più nella City. Guidò band aggiungendo dei grandi chitarristi come Harvey Mandel, Freddie Roulette, Luther Tucker, Louis Myers, Robben Ford, Fenton Robinson e Junior Watson. Suonò costantemente nei bar della Bay Area e cominciò anche a pensare ad un tour nazionale. Il suo primo tour fu alla fine degli anni 1980.
Specializzato in molti generi del Blues (Harmonica Blues, Electric Harmonica Blues, Electric Chicago Blues, Modern Electric Blues), è stato componente di uno tra i primi gruppi di bianchi che portavano sul palco come strumento principale l'armonica a bocca, The Paul Butterfield Blues Band. Con Butterfield è stato il fondatore del White blues movement che si sviluppò nella seconda metà degli anni 1960. Certamente ognuno di loro ha ottenuto il rispetto del loro mentore. Non molto più tardi degli anni 60 Big Joe Williams disse:
È interessante come Big Joe specifichi "country" blues, perché, nonostante Musselwhite si sia reso famoso come leader delle band di electric blues di Chicago e San Francisco, cominciò a suonare con persone di cui aveva letto nel Sam Charters's Country Blues, come Furry Lewis, Will Shade e Gus Cannon. Erano le sue radici rurali che lo distinguono da Butterfield, e nei decenni dopo Musselwhite incorporò nelle sue canzoni un altro strumento, la chitarra. Da ricordare la sua partecipazione a numerosi album di musicisti blues contemporanei, tra cui Tom Waits nell'album "Orphans"

## Discografia
- Mississippi Son (2022)
- No Mercy In This Land (con Ben Harper) (2018)
- I Ain't Lyin'... [live] (Henrietta) (2015)
- Get Up! (con Ben Harper) (2013)
- Juke Joint Chapel (2013)
- Delta Hardware (2006)
- Sanctuary (2004)
- Louisiana Fog (2004)
- Live 1986: Up & Down The... (2003)
- One Night In America (2002)
- Up And Down The Highway:... (2000)
- Continental Drifter (1999)
- Curtain Call Cocktails (1998)
- Rough News (1997)
- Takin' Care Of Business (1995)
- Takin' Care Of Business (1995)
- The Blues Never Die (1994)
- Louisiana Fog (1994)
- The Harmonica According ... (1994)
- In My Time (1993)
- Where Have All The Good ... (1992)
- Signature (1991)
- Ace Of Harps (1990)
- Memphis Charlie (1990)
- Mellow-Dee (1986)
- Tennessee Woman (1969)
- Stone Blues (1968)
- Stand Back! Here Comes Charley Musselwhite's Southside Band  (1967)